# Naevus variatus
Naevus variatus är en insektsart som beskrevs av Knight 1970. Naevus variatus ingår i släktet Naevus och familjen dvärgstritar. Inga underarter finns listade i Catalogue of Life.